# Герман фон Вісман
Герман фон Вісман (нім. Hermann Wilhelm Leopold Ludwig Wissmann, з 1890 року von Wissmann; 4 вересня 1853 — 15 червня 1905) — німецький дослідник Африки і колоніальний губернатор. 
Народився у Франкфурті-на-Одері. Вступив на службу в армію і отримав звання лейтенанта в 1874 році. У 1880 році він супроводжував доктора Пауля Погге, працюючи на Німецьке Африканське товариство, під час експедиції в Центральну Африку. Висадившись в Сант-Паул-де-Лоанда на західному узбережжі, експедиція досягла Нуангве у квітні 1882 року. Звідси Погге повернувся на західне узбережжя, але Вісман продовжив подорож у східному напрямку і досяг Занзібару. В 1883–1885 роках він дослідив район річки Касаї і інші області в басейні Конго для бельгійського уряду, а у 1886–1887 роках відправився з Лубуки в Конго в Мозамбік через Нуангве і озера Танганьїка і Ньяса. У 1889–1890 роках, як рейхскомісар, він придушив арабське повстання Абушірі в Німецькій Східній Африці. У 1892 році він зазнав невдачі у спробі провести два пароплава до Вікторії через озеро Ньяса і Танганьїка. У 1895–1896 роках він був губернатором Німецької Східної Африки.
Трагічно загинув на полюванні в результаті пострілу з власної рушниці. Обставини залишаються не з'ясованими.
Кавалер ордену Діамантова зірка Занзібару і бельгійського ордену Леопольда I.
Найважливіші роботи: 
- Im Innern Afrikas (3d ed. 1891);
- Unter deutscher Flagge quer durch Afrika, 1880-83 (7-е видання, 1890);
- Meine zweite Durchquerung Aequatorial-Afrikas vom розташовують kongo друкують zum Zambesi während der Jahre 1886 u. 1887 (1890);
- Schilderungen und Ratschläge zur Vorbereitung für den Aufenthalt und den Dienst in den deutschen Schutzgebieten (1895).